# المرقب (الشاهل)

تعديل مصدري - تعديل

المرقب هي إحدى قرى عزلة جانب الشام بمديرية الشاهل التابعة لمحافظة حجة، بلغ تعداد سكانها 161 نسمة حسب تعداد اليمن لعام 2004.